# كتان (قماش)

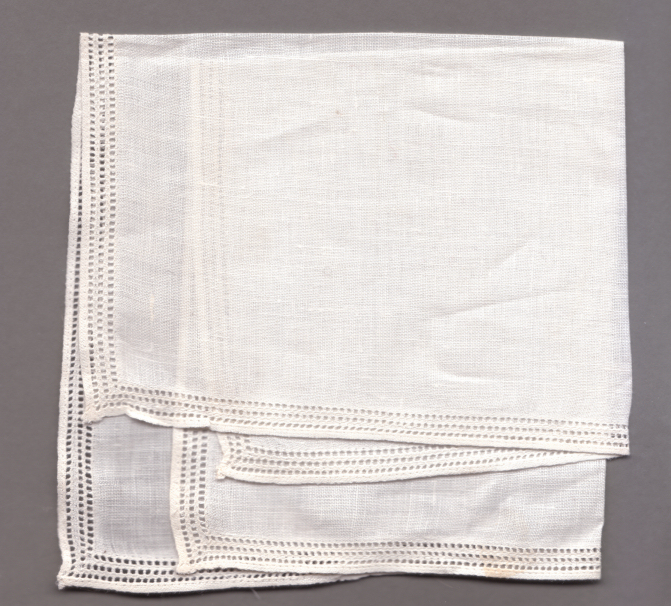
منديل كتّانيّ

الكَتَّانِيّ أو كَتّان أو قِمَاشُ الكَتّان أو الكتان النسيجي (في بعض استعمالاته)، وهو الشيء المصنوع من ألياف نبتة الكَتّان، وتتطلب صناعته جهداً وتعتبر أليافه ماصّة (امتصاص) جيدة، وتتسم الملابس المصنوعة منه ببرودتها عند ارتدائها في الأجواء الحارّة. ومن المنتجات التي تصنع من ألياف الكتّان: المئزر وفرش السرير والمنديل والمنشفة وبعض الأحذيّة الرياضيّة وغطاء الطاولة وألبسة نسائيّة ورجاليّة مختلفة.